# Turistická značená trasa 4208
 Turistická značená trasa 4208 je 10,5 km dlouhá zeleně značená trasa Klubu českých turistů v okrese Trutnov spojující Velkou Úpu a Dvorskou boudu. Její převažující směr je jihozápadní a posléze severozápadní. Trasa se ve velké většině nachází na území Krkonošského národního parku.

## Průběh trasy
Turistická trasa má svůj počátek ve Velké Úpě na rozcestí u spodní stanice lanové dráhy na Portášovy Boudy. Z počátku vede po silnici II/296 v souběhu s modře značnou trasou 1813 z Malé Úpy do Pece pod Sněžkou a žlutě značenou trasou 7211 z Černé hory nad Portášovy Boudy. Asi po 300 metrech souběh končí u mostu přes Úpu a trasa 4208 již samostatně stoupá lesní cestou k jihozápadu Javořím dolem. U Červenokostelecké boudy se nachází rozcestí se zde výchozí modře značenou trasou 1814 do Janských Lázní. Trasa 4208 dále prudce stoupá luční enklávou Javorské Boudy na Kladenskou cestu, po které pokračuje opět k jihozápadu společně se žlutě značenou trasou 7215 Pec pod Sněžkou - Husova bouda. Procházejí Vebrovými Boudami do vrcholového prostoru Slatinné stráně. Zatímco trasa 4208 pokračuje přímo po Kladenské cestě přes vrchol, trasa 7215 jej obchází z východu kolem Kolínské boudy. Obě se znovu setkávají na Lučinách na rozcestí s červeně značenou trasou 0407 z Černé hory k Chalupě Na Rozcestí. Trasy 4208 a 7215 odtud vedou ještě v krátkém souběhu, trasa 7215 pokračuje k Husově boudě, trasa 4208 sestupuje lesní cestou do sedla Sokol na rozcestí s modře značenou trasou 1812 z Černého Dolu do Pece pod Sněžkou. Trasa 4208 pokračuje nyní již k severozápadu kolem horní stanice lanovky Zahrádky Express pod Lesní boudu, kde se opět křižuje s trasou 0407. Poté vede opět jihozápadním směrem po asfaltové komunikaci přes říčku Čistou k Černému potoku. Zde se prudce stáčí opět k severozápadu, vede krátce lesní cestou na křižovatku se žlutě značenou trasou 7210 z Černého Dolu na Liščí louku. Následuje táhlé stoupání Liščí cestou jihozápadním úbočím Liščí hory, západně od vrcholu cestu opouští a lesní pěšinou stoupá k Dvorské boudě, kde končí na rozcestí s červeně značenou trasou 0406 z Vrchlabí k Luční boudě.

## Turistické zajímavosti na trase
- Lanová dráha Velká Úpa - Portášovy Boudy
- Pražská bouda
- Vyhlídkové místo u Chaty Svornost
- Lesní bouda
- Dvorská bouda